# Rev (HIV)

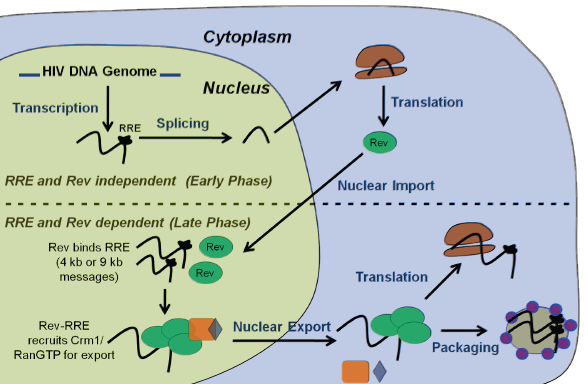
HIV-1 RNA的出核过程：在早期（图上部）转录产生的9kb RNA会剪切为 2kb RNA再运输出核。其中一个2kb RNA会翻译为 Rev 蛋白，再重新输入回核内。在晚期（图下部） Rev 蛋白会结合在RRE新转录生成 9kb RNA或剪切出的4kb RNA的 RRE区域上，并帮助其输出到细胞质。这些RNA会翻译为HIV的晚期蛋白质，其中9kb RNA会包装为新的病毒。

Rev是人類免疫缺陷病毒（HIV）基因组表达的一个早期蛋白，对调控HIV蛋白的表达有重要作用。Rev蛋白上存在核定位序列使其可以输入到细胞核，最终使未剪切的或不完全剪切的mRNA输出细胞核。在Rev缺失的情况下，HIV-1的晚期mRNAs会被束缚在细胞核内，无法被转录。